# Централь (посёлок)
Централь — посёлок в Новохопёрском районе Воронежской области России.
Административный центр Центральского сельского поселения.

## История
Эти земли принадлежали ещё Потёмкину, а потом, по женской линии, перешли к генералу Бороздину, затем — к генералу Раевскому. На этой территории Раевские разводили лошадей. Здесь существовал небольшой хутор Центральский.
В 1897 году с Украины сюда приехали первые немцы, которые купили у Раевских часть земли и обосновали свой посёлок Централь. Были здесь маслобойня, кирпичный завод, пекарня; выращивали элитный скот, особенно лошадей. В 1930 году в поселке был организован колхоз «Октябрь-Централь», который в 1938 году был переименован в колхоз имени Тельмана.
С началом войны, за двадцать четыре часа, все немецкие семьи были выселены в Сибирь и Казахстан. Весной 1942 года в посёлок стали прибывать беженцы из близлежащих мест и заселяться в брошенные добротные немецкие дома. После войны тут был организован совхоз имени Молотова, который в 1973 году переименован в совхоз «Красная Звезда», который, в свою очередь, просуществовал до 1993 года.

## География

### Улицы
- ул. Механизаторов
- ул. Молодёжная
- ул. Новая
- ул. Октябрьская
- ул. Полевая
- ул. Советская
- пер. Школьный